# 沐马高速公路
沐马高速公路是四川省的一条省级高速公路，连接四川省乐山市沐川县与马边彝族自治县，原为 仁沐新高速公路马边支线。线路起于 蓉丽高速沐川枢纽互通，经富和乡、武圣乡以及利店镇，马边境内的石梁乡、劳动乡以及民建镇，止于马边入城通道红牌坊大桥处，全长43.799公里。桥隧比78%，共设置桥梁42座（17296.8米），隧道10座（16188.6米），分离式立交2处，匝道收费站3处，服务区1处，总投资51亿元。2017年7月14日开工，预计建设工期为30个月。2020年12月31日24时通车试运行。